# 斯普林瓦利 (明尼蘇達州)
斯普林瓦利（英語：Spring Valley）是一個位於美國明尼蘇達州菲爾莫爾縣的城市。

## 歷史
斯普林瓦利於1855年成立，同年設立郵局，1872年升格為城市。此地得名自當地的水泉。

## 人口
根據2020年美國人口普查的數據，斯普林瓦利的面積為7.66平方千米，當中陸地面積為7.66平方千米，而水域面積為0.00平方千米。當地共有人口2447人，而人口密度為每平方千米319人。